# Pólko (Grunwald)
Pólko (deutsch Polko, 1938 bis 1945 Brandtshöhe) ist ein untergegangener Ort in der polnischen Woiwodschaft Ermland-Masuren. Die Ortsstelle liegt im Gebiet der Gmina Grunwald (Landgemeinde Grünfelde) im Powiat Ostródzki (Kreis Osterode in Ostpreußen).
Die Ortsstelle von Pólko liegt im südlichen Westen der Woiwodschaft Ermland-Masuren, 23 Kilometer südöstlich der Kreisstadt Ostróda (deutsch Osterode in Ostpreußen).
Der Ort Polcko – nach 1785 Polko, ab 3. April 1845 Polka und nach 1871 Polko genannt – bestand aus ein paar kleinen Höfen und Gehöften. Bis 1908 war der Ort ein Wohnplatz im Gutsbezirk Tannenberg (polnisch Stębark), ab 1908 in der gleichnamigen Landgemeinde innerhalb des Kreises Osterode in Ostpreußen. Im Jahre 1938 – vielleicht aber auch schon früher – benannte man den Ort in „Brandtshöhe“ um und nahm damit wohl Bezug auf die Gutsbesitzerfamilie in Tannenberg.
Mit dem gesamten südlichen Ostpreußen kam Brandtshöhe 1945 in Kriegsfolge zu Polen. Der Ort erhielt die polnische Namensform „Pólko“, wurde aber wohl nicht mehr besiedelt, denn sein Name findet amtlicherseits keine Erwähnung mehr.
Bis 1945 war Polko resp. Brandtshöhe in die evangelische Kirche Tannenberg der Kirchenprovinz Ostpreußen in der Kirche der Altpreußischen Union, außerdem in die römisch-katholische Kirche Thurau (polnisch Turowo) im Bistum Ermland eingepfarrt.
Die Ortsstelle von Pólko ist kaum auffindbar. Sie ist über einen Weg von Stębark aus in nördlicher Richtung zu erreichen.